# Igor' Ter-Ovanesjan
Igor' Aramovič Ter-Ovanesjan (in russo Игорь Арамович Тер-Ованесян?; Kiev, 19 maggio 1938) è un ex lunghista sovietico, ex primatista mondiale della specialità.

## Biografia
Originario dell'Armenia, partecipò a cinque edizioni dei Giochi olimpici fra il 1956 e il 1972 vincendo due volte la medaglia di bronzo (Roma 1960 e Tokyo 1964). Fu inoltre per tre volte campione europeo nel 1958, 1962 e 1969.
Nel 1962 divenne primatista mondiale con la misura di 8,31 m superando di 3 centimetri il precedente record dello statunitense Ralph Boston. Nel 1967 si migliorò saltando 8,35 ed eguagliando il record mondiale che lo stesso Boston aveva stabilito due anni prima. Il loro primato sarebbe stato superato l'anno seguente dal portentoso 8,90 di Bob Beamon all'Olimpiade messicana.
Ritiratosi dall'attività agonistica divenne allenatore della squadra sovietica di salto in lungo.
Successivamente ha allenato, tra gli altri, la campionessa europea Ineta Radēviča.

## Palmarès
| Anno | Manifestazione  | Sede      | Evento         | Risultato | Prestazione | Note                  |
| ---- | --------------- | --------- | -------------- | --------- | ----------- | --------------------- |
| 1958 | Europei         | Stoccolma | Salto in lungo | Oro       | 7,81 m      |                       |
| 1960 | Giochi olimpici | Roma      | Salto in lungo | Bronzo    | 8,04 m      | Record europeo        |
| 1962 | Europei         | Belgrado  | Salto in lungo | Oro       | 8,19 m      | Record dei campionati |
| 1964 | Giochi olimpici | Tokyo     | Salto in lungo | Bronzo    | 7,99 m      |                       |
| 1966 | Europei         | Budapest  | Salto in lungo | Argento   | 7,88 m      |                       |
| 1969 | Europei         | Atene     | Salto in lungo | Oro       | 8,17 m      |                       |
| 1971 | Europei         | Helsinki  | Salto in lungo | Argento   | 7,91 m      |                       |

## Altre competizioni internazionali
1965
- Coppa Europa di atletica leggera ( Stoccarda)

1967
- Coppa Europa di atletica leggera ( Kiev)